# Katherine Clifton, 2.ª Baronesa Clifton
Katherine Clifton (c. 1592 — Paisley, 21 de agosto de 1637) foi uma aristocrata anglo-escocesa. Ela herdou o título de 2.º baronesa Clifton de Leighton Bromswold como sucessora de seu pai. Além disso, foi condessa de March e duquesa de Lennox pelo seu primeiro casamento, e condessa de Abercorn pelo seu segundo casamento.

## Família
Katherine era a única filha de Gervase Clifton, 1.º Barão Clifton, e de Catherine Darcy. Seus avós paternos eram Sir John Clifton, de Barrington Court, e Anne Stanley. Seus avós maternos eram Sir Henry Darcy e Katherine Fermor.

## Biografia
Em 1609, com cerca de dezessete anos de idade, Katherine casou-se com Esmé Stewart, de trinta anos. Ele era filho de Esmé Stewart, 1.º Duque de Lennox e de Catherine de Balsac.
Seu pai, Gervase, cometeu suicídio por esfaqueamento durante seu aprisionamento na Prisão de Fleet, em 14 de outubro de 1618. Katherine, então, sucedeu ao título de baronesa Clifton de Leighton Bromswold, uma pequena vila em Cambridgeshire, na Inglaterra.
Em 7 de junho de 1619, ela recebeu o título de condessa de March após a criação do título para o marido. Após a morte de seu irmão, Ludovic Stewart, 2.º Conde de Lennox, Esmé sucedeu ao título escocês de duque de Lennox, em 16 de fevereiro de 1624.
Katherine e Esmé tiveram onze filhos. O duque morreu em 30 de julho de 1624, e partir daí, a baronesa ficou conhecida como duquesa viúva de Lennox.
Em 28 de novembro de 1632, ela obteve uma licença real para reter a sua posição como duquesa de Lennox.
Por volta de 1632, a baronesa Clifton casou-se com Jaime Hamilton, 2.º conde de Abercorn, filho de James Hamilton, 1.º conde de Abercorn e Marion Boyd. Com ele, teve mais três filhos.
A condessa de Abercorn faleceu em 21 de agosto de 1637, em Paisley, na Escócia. O sepultamento ocorreu em 17 de setembro, na mesma cidade.

## Descendência

### Primeiro casamento
O duque e a duquesa de Lennox tiveram onze filhos:
- Margaret Stewart (m. c. 1618), foi enterrada na Abadia de Westminster, em Londres;
- Elizabeth Stewart (17 de julho de 1670 - 23 de janeiro de 1673/74), foi condessa de Arundel como esposa de Henry Howard, 22.º Conde de Arundel, com quem teve sete filhos;
- James Stewart, 1.º Duque de Richmond (6 de abril de 1612 - 30 de março de 1655), sucedeu ao pai como o 4.º duque de Lennox. Foi marido de Mary Villiers, com quem teve dois filhos;
- Anne Stewart (23 de novembro de 1614 - 16 de agosto de 1646), foi esposa de Archibald Douglas, conde de Angus e 1.º conde de Ormond, com quem teve um filho;
- Henry Stewart, 8.º Senhor de Aubigny (março de 1616 - 1632), sua madrinha de batizado foi Ana da Dinamarca, rainha consorte do rei Jaime VI da Escócia e I de Inglaterra. Não se casou e nem teve filhos;
- Francis Stewart (n. 1616/17), morreu jovem;
- Frances Stewart (19 de março de 1617 - 13 de março de 1693/94), foi esposa de Jerome Weston, 2.º Conde de Portland, com quem teve um filho;
- George Stewart, 9.º Senhor de Aubigny (17 de julho de 1618 - 23 de outubro de 1642), foi sucessor do irmão, Henry. Foi casado com Katherine Howard, com quem teve dois filhos;
- Ludovic Stewart, 10.º Senhor de Aubigny (14 de outubro de 1619 - 11 de novembro de 1665), foi o chefe esmoler da rainha viúva da Inglaterra, e cônego de Notre-Dame, em Paris. Não se casou e nem teve filhos;
- John Stewart (23 de outubro de 1621 - 29 de março de 1644), foi general dos cavalos. Morreu na Batalha de Cheriton, lutando contra os Cabeças Redondas. Não se casou e nem teve filhos;
- Bernard Stewart (c. 1623 - 26 de setembro de 1645), foi o comandante da Guarda Real. Ele foi designado como conde de Lifchfield, porém, morreu na Batalha de Rowton Heath, antes da criação do título ser efetivada. Não se casou e nem teve filhos.

### Segundo casamento
O conde e a condessa de Abercorn tiveram três filhos:
- James Hamilton, Senhor Paisley (entre 1633 e 1637 - antes de 1670), foi casado com Catherine Lenthall, com quem teve uma filha;
- William Hamilton (entre 1634 e 1636 - antes de 1670), foi um coronel morto em combate, na Alemanha. Não se casou e nem teve filhos;
- George Hamilton, 3.º Conde de Abercorn (c. 1636 - antes de 1683), não se casou e nem teve filhos.